# 墨池坝站
墨池坝站位于四川省资阳市雁江区临江镇昆仑村，有成渝铁路通过，由成都铁路局成都车务段管辖。车站启用于1964年12月，目前为四等中间站，现已不办理客运业务，仅少量办理货运业务及列车会让。

## 设施
车站为曲线型，由西北—东南走向过渡至北南走向，设到发线3条（包含正线1条），另有货物线1条，站房设于线左，有站台1座。车站上下行区间均为单线，上下行区间及站内均已电气化。